# Eleição municipal de Montes Claros em 2016
A eleição municipal de Montes Claros em 2016 foi realizada para eleger um prefeito, um vice-prefeito e 23 vereadores no município de Montes Claros, no estado brasileiro de Minas Gerais. Foram eleitos Humberto Souto (Partido Popular Socialista) e Adauto Marques Batista para os cargos de prefeito(a) e vice-prefeito(a), respectivamente.
 Como nenhum dos candidatos ao cargo majoritário recebeu mais da metade do votos válidos, houve um novo escrutínio entre Ruy Adriano Borges Muniz e Humberto Souto em 30 de outubro de 2016, sendo que a chapa de Humberto Souto ganhou com 65.31% dos votos válidos. Seguindo a Constituição, os candidatos são eleitos para um mandato de quatro anos a se iniciar em 1º de janeiro de 2017. A decisão para os cargos da administração municipal, segundo o Tribunal Superior Eleitoral, contou com 262 496 eleitores aptos e 45 523 abstenções, de forma que 17.34% do eleitorado não compareceu às urnas naquele turno. Já no segundo turno, foram contabilizadas 50 933 ausências, configurando 19.4% de abstenções.

## Resultados

### Eleição municipal de Montes Claros em 2016 para Prefeito - 1º turno
A eleição para prefeito contou com 6 candidatos em 2016: Marilene Alves de Souza do Partido dos Trabalhadores, Jéssica Rejane Pereira Viana do Partido Socialismo e Liberdade, Ruy Adriano Borges Muniz do Partido Socialista Brasileiro, Jairo Ataide Vieira do Democratas (Brasil), Humberto Souto do Partido Popular Socialista, Glaucia Eliana Rodrigues do Partido da Mulher Brasileira que obtiveram no primeiro turno, respectivamente, 36 030, 0, 65 416, 25 636, 76 595, 1 271 votos. O Tribunal Superior Eleitoral também contabilizou 17.34% de abstenções nesse turno. Já que nenhum candidato recebeu mais da metade dos votos válidos, houve um segundo turno entre Ruy Adriano Borges Muniz e Humberto Souto em 2 de outubro de 2016.
| Candidato(a)                        | Vice                             | Coligação                                      | Votos recebidos | Percentual |
| ----------------------------------- | -------------------------------- | ---------------------------------------------- | --------------- | ---------- |
| Humberto Souto (PPS)                | Adauto Marques Batista           | Pra Fazer a Mudança                            | 76595           | 54.89%     |
| Ruy Adriano Borges Muniz (PSB)      | Jason de Souza Lima Pereira Neto | Competência para Fazer Mais                    | 65416           | 46.88%     |
| Marilene Alves de Souza (PT)        | Juscelino Jose da Fonseca Manso  | Um Novo Tempo para Montes Claros               | 36030           | 25.82%     |
| Jairo Ataide Vieira (DEM)           | Alvaro Guilherme Ribeiro Matos   | Montes Claros Pode Mais                        | 25636           | 18.37%     |
| Glaucia Eliana Rodrigues (PMB)      | Jose Joaquim Rodrigues Vieira    | Partido da Mulher Brasileira (sem coligação)   | 1271            | 0.91%      |
| Jéssica Rejane Pereira Viana (PSOL) | Lineu Henriques Camargos Junior  | Partido Socialismo e Liberdade (sem coligação) | 0               | 0%         |

### Eleição municipal de Montes Claros em 2016 para Prefeito - 2º turno
A decisão para o cargo de prefeito e vice-prefeito ocorreu no segundo turno da eleição. A disputa entre os candidatos Ruy Adriano Borges Muniz do Partido Socialista Brasileiro e Humberto Souto do Partido Popular Socialista e seus respectivos vices, Jason de Souza Lima Pereira Neto e Adauto Marques Batista, foi decidida em 30 de outubro de 2016 com a apuração pelo Tribunal Superior Eleitoral de 188 572 votos, excluindo 5 690 votos brancos e 17 301 votos nulos. A chapa de Humberto Souto venceu com 65.31% dos votos válidos. Houve 19.4% de abstenções no segundo turno.
| Candidato(a)                   | Vice                             | Coligação                   | Votos recebidos | Percentual |
| ------------------------------ | -------------------------------- | --------------------------- | --------------- | ---------- |
| Humberto Souto (PPS)           | Adauto Marques Batista           | Pra Fazer a Mudança         | 123156          | 65.31%     |
| Ruy Adriano Borges Muniz (PSB) | Jason de Souza Lima Pereira Neto | Competência para Fazer Mais | 65416           | 34.69%     |

### Eleição municipal de Montes Claros em 2016 para Vereador
Na decisão para o cargo de vereador na eleição municipal de 2016, foram eleitos 23 vereadores com um total de 190 673 votos válidos. O Tribunal Superior Eleitoral contabilizou 9 044 votos em branco e 17 256 votos nulos. De um total de 262 496 eleitores aptos, 45 523 (17.34%) não compareceram às urnas no primeiro turno.
| Nome                             | Partido político                               | Coligação                                          | Votos recebidos | Percentual |
| -------------------------------- | ---------------------------------------------- | -------------------------------------------------- | --------------- | ---------- |
| Claudio Ribeiro Prates           | Partido Trabalhista Brasileiro (PTB)           | Amizade e Trabalho                                 | 3191            | 1.67%      |
| Soter Magno Carmo                | Progressistas (PP)                             | Progressistas Unidos Para Mudar Montes Claros      | 3111            | 1.63%      |
| Claudio Rodrigues de Jesus       | Partido Popular Socialista (PPS)               | Muda Montes Claros                                 | 3101            | 1.63%      |
| Raimundo Pereira da Silva        | Partido Democrático Trabalhista (PDT)          | Muda Montes Claros                                 | 2980            | 1.56%      |
| José Marcos Martins de Freitas   | Partido Social Democrático (PSD)               | Montes Claros Avançando                            | 2940            | 1.54%      |
| Valcir Soares da Silva           | Partido Trabalhista Brasileiro (PTB)           | Amizade e Trabalho                                 | 2892            | 1.52%      |
| Maria das Graças Gonçalves Dias  | Partido Humanista da Solidariedade (PHS)       | Partido Humanista da Solidariedade (sem coligação) | 2725            | 1.43%      |
| Sebastião Ildeu Maia             | Progressistas (PP)                             | Progressistas Unidos Para Mudar Montes Claros      | 2722            | 1.43%      |
| Marlon Xavier Oliva Bicalho      | Partido Trabalhista Cristão (PTC)              | Montes Claros Avançando                            | 2546            | 1.34%      |
| Wilton Afonso Dias Soares        | Partido Humanista da Solidariedade (PHS)       | Partido Humanista da Solidariedade (sem coligação) | 2375            | 1.25%      |
| Ailton Soares dos Reis           | Partido Humanista da Solidariedade (PHS)       | Partido Humanista da Solidariedade (sem coligação) | 2342            | 1.23%      |
| Valdecy Fagundes de Oliveira     | Partido da Mobilização Nacional (PMN)          | Partido da Mobilização Nacional (sem coligação)    | 2189            | 1.15%      |
| Elair Augusto Pimentel Gomes     | Movimento Democrático Brasileiro (MDB)         | Montes Claros Para Avançar                         | 2186            | 1.15%      |
| Domingos Edmilson Magalhães      | Partido da Social Democracia Brasileira (PSDB) | Montes Claros do Bem                               | 2097            | 1.1%       |
| Rodrigo Maia de Oliveira         | Rede Sustentabilidade (REDE)                   | Montes Claros Solidaria e Sustentavel              | 2081            | 1.09%      |
| Valdivino Antunes de Souza       | Movimento Democrático Brasileiro (MDB)         | Montes Claros Para Avançar                         | 1948            | 1.02%      |
| Jose Valdinei Goncalves Siqueira | Democracia Cristã (DC)                         | Democracia Cristã (sem coligação)                  | 1854            | 0.97%      |
| Idelfonso Pereira Araujo         | Movimento Democrático Brasileiro (MDB)         | Montes Claros Para Avançar                         | 1823            | 0.96%      |
| Maria Helena de Quadros Lopes    | Partido Pátria Livre (PPL)                     | Montes Claros do Bem                               | 1775            | 0.93%      |
| Wanderley Ferreira de Oliveira   | Partido Popular Socialista (PPS)               | Muda Montes Claros                                 | 1743            | 0.91%      |
| Daniel Dias da Silva             | Partido Comunista do Brasil (PCdoB)            | Unidos por Montes Claros                           | 1629            | 0.85%      |
| Aldair Fagundes Brito            | Partido dos Trabalhadores (PT)                 | Unidos por Montes Claros                           | 1620            | 0.85%      |
| Delcineia Santos Silva           | Democracia Cristã (DC)                         | Democracia Cristã (sem coligação)                  | 1432            | 0.75%      |